# Anthony Goicolea
Anthony Goicolea (Atlanta, 1971) è un fotografo statunitense.
Le sue fotografie spesso si occupano di questioni di androginia, omosessualità e sessualità infantile. Goicolea è stato educato alla University of Georgia e ha studiato pittura, fotografia e scultura presso questa istituzione. Ha conseguito un Master in Belle Arti presso il Pratt Institute. Ha fatto il suo esordio nel 1999, e le sue opere sono esposte nei maggiori musei del mondo.

## Opere
- Nail Biter